# Pitthea albolineata
Pitthea albolineata là một loài bướm đêm trong họ Geometridae.